# Stefan Reuter
Stefan Reuter (ur. 16 października 1966 w Dinkelsbühl) – były niemiecki piłkarz występujący na pozycji pomocnika.

## Kariera klubowa
Reuter treningi rozpoczął w klubie TSV 1860 Dinkelsbühl. W 1982 roku trafił do juniorskiej ekipy zespołu 1. FC Nürnberg. W 1984 roku został włączony do jego pierwszej drużyny, grającej w 2. Bundeslidze. W 1985 roku awansował z nim do Bundesligi. W tych rozgrywkach zadebiutował 10 sierpnia 1985 roku w przegranym 0:1 meczu z VfL Bochum. 21 września 1985 roku w wygranym 3:1 pojedynku z 1. FC Kaiserslautern strzelił pierwszego gola w trakcie gry w Bundeslidze. W pierwszej drużynie 1. FC Nürnberg spędził 4 lata.
W 1988 roku Reuter odszedł do Bayernu Monachium, również grającego w Bundeslidze. Pierwszy ligowy mecz zaliczył tam 23 lipca 1988 roku przeciwko Eintrachtowi Frankfurt (3:0). W 1989 roku oraz w 1990 roku zdobył z klubem mistrzostwo RFN, a w 1991 roku wywalczył z nim wicemistrzostwo Niemiec.
W 1991 roku Reuter trafił do włoskiego Juventusu. W 1992 roku wywalczył z nim wicemistrzostwo Włoch. W tym samym roku powrócił do Niemiec, gdzie został graczem Borussii Dortmund. Zadebiutował tam 15 sierpnia 1992 roku w zremisowanym 2:2 ligowym spotkaniu z VfL Bochum. W Borussii spędził 12 lat. W tym czasie zdobył z zespołem 3 mistrzostwa Niemiec (1995, 1996, 2002), Ligę Mistrzów (1997), Puchar Interkontynentalny, a także dwukrotnie zagrał z nim w finale Pucharu UEFA. W 2004 roku Reuter zakończył karierę.

## Kariera reprezentacyjna
W latach 1985–1987 Reuter rozegrał 11 spotkań i zdobył 2 bramki w reprezentacji RFN U-21. W seniorskiej kadrze RFN zadebiutował 18 kwietnia 1987 roku w zremisowanym 0:0 towarzyskim meczu z Włochami. 12 grudnia 1987 roku w zremisowanym 1:1 towarzyskim pojedynku z Brazylią strzelił pierwszego gola w drużynie narodowej.
W 1990 roku Reuter znalazł się w kadrze na Mistrzostwa Świata. Zagrał na nich w meczach z Jugosławią (4:1), Zjednoczonymi Emiratami Arabskimi (5:1), Kolumbią (1:1), Holandią (2:1), Czechosłowacją (1:0), Anglią (1:1, 5:4 po rzutach karnych) oraz z Argentyną (1:0). Reprezentacja RFN został triumfatorem tamtego mundialu.
W 1992 roku Reuter został powołany do kadry na Mistrzostwa Europy. Wystąpił na nich w spotkaniach ze Wspólnotą Niepodległych Państw (1:1), Szkocją (2:0), Holandią (1:3), Szwecją (3:2) oraz z Danią (0:2). Niemcy zakończyli tamten turniej na 2. miejscu.
W 1996 roku Reuter ponownie wziął udział w Mistrzostwach Europy. Zagrał na nich w pojedynkach z Czechami (2:0), Rosją (3:0), Chorwacją (2:1) oraz z Anglią (1:1, 7:6 po rzutach karnych). Reprezentacja Niemiec została triumfatorem tamtego turnieju.
W 1998 roku Reuter po raz drugi w karierze był uczestnikiem Mistrzostw Świata. Wystąpił na nich w meczu ze Stanami Zjednoczonymi (2:0). Niemcy odpadli z mundialu w ćwierćfinale. W latach 1987–1998 w drużynie narodowej Reuter rozegrał w sumie 69 spotkań i zdobył 2 bramki.

## Odznaczenia
- Bawarski Order Zasługi (2019)[1]